# Гарбовский, Роман
Роман Гарбовский (пол. Roman Garbowski), при рождении Рахмиэл Гарбер (пол. Rachmiel Garber) — польский военачальник, в 1948—1951 годах командующий пограничными войсками Польши.

## Биография
Рахмиэль Гарбер родился 3 октября 1913 года в еврейской семье — (родители Гершон и Муся Гарбер) в городке Крынки, Белостокского уезда, Гродненской губернии, Российской империи. Участвовал в оборонительной войне 1939 года. В 1943 году мобилизован на службу в строительный батальон Красной Армии в качестве инженера.
16 июля 1943 года вступил добровольцем в 1. дивизию Войска Польского. Занимал должность помощника начальника и начальника оперативного отдела штаба дивизии (до  15 сентября 1945 года). Прошёл с дивизией весь её боевой путь.
С 16 мая 1948 года главный инспектор пограничной охраны. В январе 1950 года должность стала называться командующий Войсками Охраны Границы.
21 марта 1951 года переведён во внутренние войска на должность начальника военного бюро. Эту должность занимал до 7 декабря 1954 года, когда был переведён на службу в министерство внутренних дел.
Дальнейшая судьба не известна.